# 1996 애덤스

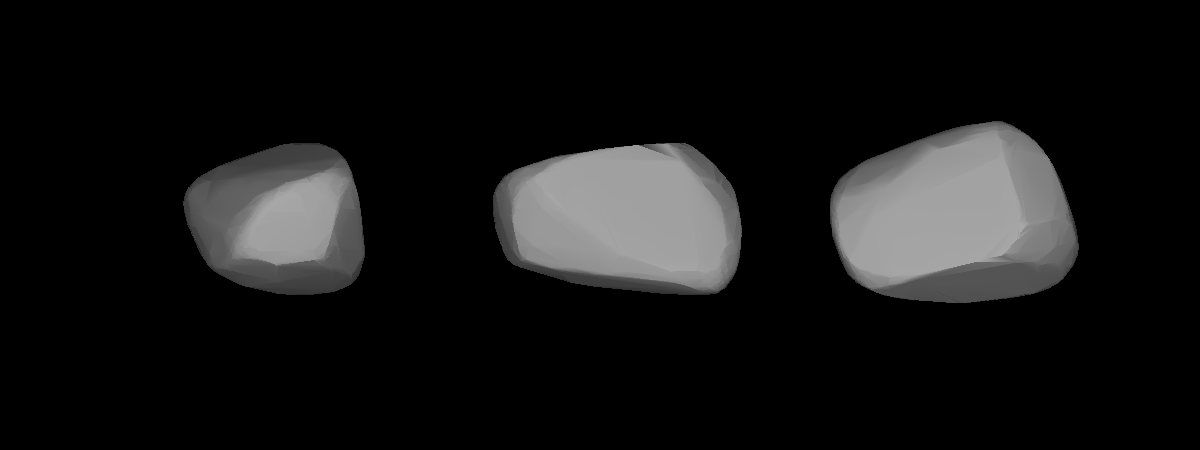

1996 애덤스는 인디애나주 브루클린 근방 괴테 링크 천문대의 인디애나 소행성 프로그램을 통해 발견된 천체이다. 이름은 영국의 수학자이자 천문학자인 존 카우치 애덤스에서 따왔다. 존 카우치 애덤스는 해왕성의 존재 여부 및 위치를 당시 위르뱅 르베리에와 함께 정확히 예측한 사람이기도 하다.